# 第4號鋼琴協奏曲 (貝多芬)

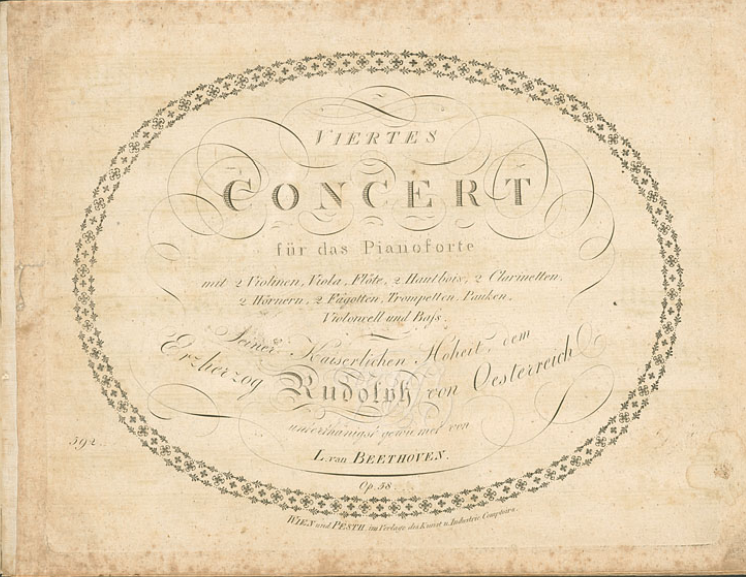
第一版标题页

G大調第四鋼琴協奏曲，作品58，乃貝多芬的第四首鋼琴協奏曲，作於1805年至1806年間。

## 創作背景
貝多芬為其弟卡爾及約翰娜·賴斯（Johanna Reiss）的婚姻困擾不已，他們原本在1806年5月25日結婚，但在這時，約翰娜·賴斯已懷有卡爾的骨肉，而且這也是貝多芬唯一侄兒。他因而心灰意冷，既失去與弟弟之緊密聯繫，也從此失去一個得力秘書（因卡爾曾當過此職位）。
貝多芬因而寄情作曲，寫下無數作品，除第四交響曲、「拉祖莫夫斯基」弦樂四重奏、卅二首鋼琴變奏曲及小提琴協奏曲外，還寫下此首被冠以「第四」的鋼琴協奏曲。此協奏曲一如既往，於1808年12月22日由貝氏本人於維也納作首演及彈鋼琴。首演完成後，《環球音樂報》（Universal Musical Gazette）大讚該樂曲為「作曲家最獨特的作品之一」。此外，觀眾亦為貝多芬的創意嘖嘖稱奇。

## 曲式及內容
此首合共32分鐘之協奏曲，共分下列三段樂章：
1. 中庸的快板（Allegro moderato）
2. 流暢的行板（Andante con moto）
3. 迴旋曲—甚快板（Rondo - Vivace）

### 第一樂章
本段以鋼琴展開樂曲，一反以往樂團奏出較長樂段後引領獨奏部份之風格。此外，在樂團將近正式演出之際，曲調突然一轉，使樂章帶來奇異及疏離之感覺。

### 第二樂章
此樂章帶給人喜出望外的感覺，並跟龐大的鋼琴及樂團構成強烈對比。一般而言，第二樂章皆是獨奏及樂團安份合作，且又是較為內歛含蓄的，此樂章跟傳統可謂大相逕庭。貝多芬亦曾以油畫當中底比斯女皇之遭遇為該樂章之副題材。

### 第三樂章
此樂章以迴旋曲為題材，有時更被旋律化。在連繫g小調前，也曾連繫至C大調。

## 第二樂章之典故
關於第二樂章之典故，眾說紛紜，此樂章之靈感其實來自貝多芬看見的一幅圖畫，畫中描述傳說中之底比斯女皇（她也是音樂家安菲翁的妻子），因十二名子女被希臘神阿波羅所殺而悲傷，而她也被變成石柱，矗立於希臘施菲路斯山下。